# Moshe Sharoni
Moshe Sharoni (în ebraică משה שרוני) (n. 1929, Buhuși, județul Bacău, România – d. 20 septembrie 2020) a fost un politician israelian originar din România, care a deținut funcția de deputat în Knesset-ul (Parlamentul) statului Israel.

## Biografie
Moshe Sharoni s-a născut în anul 1929 în orașul Buhuși din România. A emigrat în Israel în anul 1948. A activat în cadrul Armatei de Apărare a Israelului, ieșind la pensie cu gradul de maior în anul 1964.
Din acel an, a lucrat în cadrul administrației locale a orașului Haifa. A absolvit Facultatea de Resurse Umane din cadrul Universității din Haifa (1978) și Facultatea de Facultatea de Administrație Publică din cadrul aceleiași universități (1987), obținând licența în managementul serviciilor publice municipale.
În anul 1991, a fost ales ca președinte al Organizației Pensionarilor din orașul Haifa. În același an, este numit și în funcția de vicepreședinte al Autorității guvernamentale locale a pensionarilor din Haifa. În anul 1998, este ales ca vicepreședinte și apoi președinte interimar al Asociației Evreilor Originari din România - filiala Haifa.
În aprilie 2006, Moshe Sharoni a fost ales ca deputat în Knesset-ul (Parlamentul) statului Israel pe listele Partidului Pensionarilor (Gil), care a obținut 7 locuri. În această calitate, a fost lider al grupului parlamentar al Partidului Pensionarilor (Gil) din Knesset, președinte al Comitetului pentru Muncă, Sănătate și Protecție Socială, membru al Comitetului pentru Locuințe, al Comitetului pentru Afaceri Externe și Apărare, al Comitetului pentru Muncitorii Străini și al Comitetului Financiar.  A fost deputat în Knesset până în 2009.
Moshe Sharoni este căsătorit și are doi copii. Fiica sa, dr. Simona Sharoni, lucrează ca Director Executiv al COPRED-PSA, Consorțiul pentru Cercetări asupra Păcii, Educației și Dezvoltării și al Asociației de Studii asupra Păcii.
Pe lângă limba ebraică, Moshe Sharoni mai vorbea fluent limba idiș și limba română.

## Funcții publice în Israel
Moshe Sharoni a deținut următoarele funcții publice: 
- deputat în Knesset din partea Partidului Pensionarilor Gil (2006-2009)